# Kruispolderhaven
Kruispolderhaven of Kruispolderkaai is een buurtschap in de gemeente Hulst, in de Nederlandse provincie Zeeland. De naam van deze in de regio Zeeuws-Vlaanderen gelegen buurtschap verwijst naar de kleine haven die de buurtschap had voor de dijkverhoging in het kader van de deltawerken.

## Ligging
Kruispolderhaven ligt in de Kruispolder, tussen Kloosterzande en Graauw en wordt gerekend tot de kern Kruispolder, die bestaat uit een polder met een viertal buurtschappen: Baalhoek, Duivenhoek, Kruisdorp en Kruispolderhaven. In de buurtschap staat een dertigtal karakteristieke dijkhuisjes. Kruispolderhaven heeft vier wegen: Kruispolderkaai, Scheldeweg, Lange Nieuwstraat en Duivenhoekseweg. Ten zuiden van de buurtschap ligt Duivenhoek, ten westen ligt Fluitershoek, ten oosten ligt Paal en ten noordwesten ligt Baalhoek. Kruispolderhaven ligt aan de Westerschelde. De postcode van Kruispolderhaven is 4587, de postcode van Kloosterzande.

## Geschiedenis
De Kruispolder ontstond in 1612 als gevolg van de bedijking van het in 1508/1511 door de zee verzwolgen Hontenisse. Oostelijk Zeeuws-Vlaanderen was toen nog in Spaanse handen. De bedijking werd pas mogelijk toen de abdij Ter Duinen afstand deed van haar rechten op de schorren van Oud-Hontenisse. Dit nieuw ontgonnen gebied kreeg de naam "Cruys Polder". Mensen uit dit gebied namen soms de achternaam Van de Cruys (van het kruis), of gewoon, Cruys. Latere afleidingen van de familienaam Cruys zijn Cruijsse, Crouse, en Kruis.

Op een scheepswerf in Kruispolderhaven werd in 1899 de eerste lemmerhengst gebouwd, een zeilschip ontworpen om te kunnen vissen in de Scheldedelta.

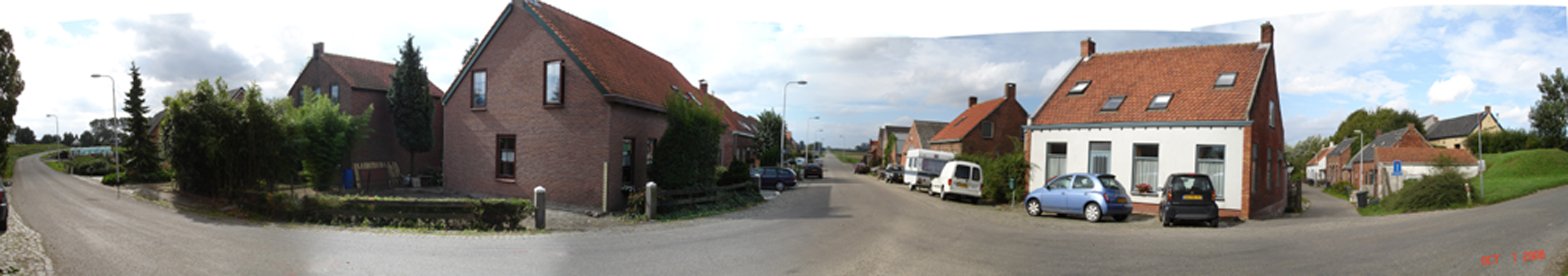
Kruispolderhaven.

Stad: Hulst

Dorpen: Clinge · Graauw · Heikant · Hengstdijk · Kapellebrug · Kloosterzande · Kuitaart · Lamswaarde · Nieuw-Namen · Ossenisse · Sint Jansteen · Terhole · Vogelwaarde · Walsoorden

Buurtschappen: Absdale · Baalhoek · Boschkapelle · Catalijnenweg · Delft · Drie Hoefijzers · Duivenhoek · De Eek · Emmadorp · Fluitershoek · Groenendijk · Halfeind · Hoefkesdijk · Hoek en Bosch · 't Hoekje · 't Jagertje · Kalverdijk · Kampen · Kamperhoek · Keizerrijk · De Knapaf/Droogedijk · Knuitershoek · Koelewei · Koningsdijk · De Kraai · Krabbenhoek · Kreverhille · Kruisdorp · Kruispolderhaven · Kruisweg · Het Lammetje · Luntershoek · Margret · Margretschedijk · Molenhoek · Molenhoek · Muggenhoek (deels) · Noordstraat · Het Oliekot · Oostdijk · Ossenhoek · Oude Kaai · Oudemolen · Oude Stoof · Paal · Patrijzendijk · Patrijzenhoek · Pauluspolder · Perkpolder · Prosperdorp · De Rape · Roskam · Roverberg · Ruischendegat · Rustwat · Saswijk · Schapershoek · Scheldevaartshoek · Schuddebeurs · Sluis/Drie Gezusters · Statenboom · Stoppeldijk (Rapenburg) · Stoppeldijkveer (deels) · Strooienstad · Tasdijk · Tivoli · Tragel · Verkorting · Vijfhoek · Vogelfort · Walenhoek · Zandberg · Zeedorp · Zeegat

Historische plaatsen: Boerenmagazijn · Eekenissepolder · Klein Kuitaart · Vitshoek

Zeeland: Steden en dorpen in Zeeland      Nederland: Provincies · Gemeenten